# Limington, Maine
Limington är en kommun (town) i York County i delstaten Maine, USA.